# German von Bohn
August German von Bohn (* 25. Februar 1812 in Heilbronn; † 23. Januar 1899 in Stuttgart) war ein deutscher Historienmaler.

## Leben
Bohn war ein Sohn des Kaufmanns Louis Bohn in Stuttgart und seiner Frau Lisette, geb. Rheinwald. Er studierte zunächst Rechtswissenschaften an der Universität Tübingen. Er wurde 1830 Mitglied der Comment-Burschenschaft und gehörte dort 1831 zu den Stiftern des Corps Suevia. 1833 ging er zur Malerei über. In Paris wurde er 1835 Schüler von Henri Lehmann und Ary Scheffer. Nach einer Zeit in Rom von 1840 bis 1843 kehrte er nach Paris zurück, wo er 1853 zum Ritter der Ehrenlegion gekürt wurde. 1867 ließ er sich in Stuttgart nieder, wo er Hofmaler war.
Werke von Bohns befinden sich in Museen in Deutschland, Italien und Frankreich. In Frankreich hat er auch Wandgemälde für Kirchen geschaffen: Im Chor der barocken Kirche St. Roch 1847–48 das monumentale Wandgemälde mit der Bergpredigt und zwei große Tafelbilder in der Kapelle der Hl. Therese (Verzückung und Apotheose der Hl. Therese), in der Kathedrale in Tours eine Szene aus der Legende des Hl. Martin.